# Newton Ketton
Newton Ketton – wieś w Anglii, w hrabstwie Durham. Leży 23 km na południe od miasta Durham i 354 km na północ od Londynu.